# 蘇霍迪爾 (阿爾切夫斯克區)
48°35′29″N 39°2′23″E / 48.59139°N 39.03972°E
蘇霍迪爾（烏克蘭語：Суходіл）是位於烏克蘭東部的村莊，由盧甘斯克州阿爾切夫斯克區的濟莫希里亞市鎮負責管轄。該村始建於1951年，面積0.52平方公里，海拔高度52米，2001年人口198，人口密度每平方公里380.8人。